# Pierre Cour
Pierre Cour (Brunoy, Francia; 5 de abril de 1916 – Montluçon, Francia; 22 de diciembre de 1995) fue un compositor, guionista y letrista francés.
Ha escrito la letra de canciones para varias generaciones de artistas, entre los que se incluyen Roger Whittaker, Dalida, France Gall, Germaine Montero, Jean-Claude Annoux, Enrico Macias, Jacqueline Boyer, Petula Clark, Richard Anthony, Brigitte Bardot, Les Compagnons de la chanson, Marie Laforêt y Rachel, entre otros.
Fue el líder espiritual de muchos «grandes partidos» de la televisión en las temporadas de vacaciones. También fue el «director de escena Albert», un personaje de humor corrosivo recurrente en el programa de radio Silence Antenne (Paris Inter).
Ha escrito letras para varias canciones participantes en el Festival de la Canción de Eurovisión, entre las que destacan «Tom Pillibi», interpretada por Jacqueline Boyer y ganadora de la edición de 1960; «Le chant de Mallory», interpretada por Rachel en 1964 quedando en 4º lugar; y «L'amour est bleu», originalmente interpretada por Vicky Leandros en 1967 y mundialmente conocida como «Love is Blue». Todas estas canciones fueron escritas por él y André Popp.